# Dumitrița Prisăcari
Dumitrița Prisăcari (n. 17 ianuarie 1994) este o fotbalistă din Republica Moldova, care joacă în poziția de fundaș central. A făcut parte din echipa națională de fotbal feminin a Republicii Moldova.

## Carieră internațională
Prisăcari a făcut parte din selecționata de seniori a Moldovei în timpul calificărilor la Campionatul Mondial de Fotbal Feminin 2019⁠(d).